# 阿拉克桑都斯

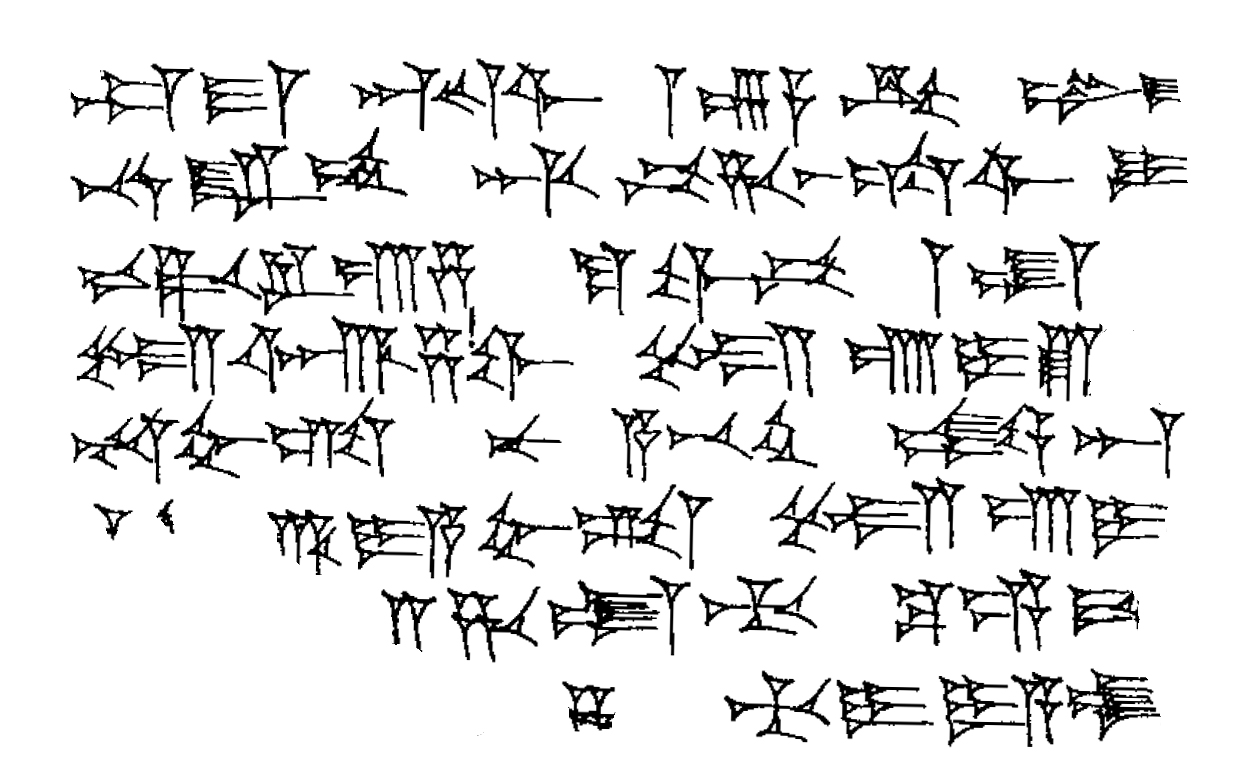
阿拉克桑都斯条约的片断

阿拉克桑都斯（Alaksandus或Alaksandu）是古代位于小亚细亚西部的维鲁萨的一位国王。
根据赫梯文献记载，阿拉克桑都斯曾于约公元前1280年与赫梯国王穆瓦塔里二世签订过条约。同时，根据该条约所述，他与赫梯前任国王、穆瓦塔里之父穆尔西里二世也曾签订条约。一些学者认为，维鲁萨即是特洛伊，而阿拉克桑都斯便是荷马史诗中记载的特洛伊王子亚历山大（Alexandros）。阿拉克桑都斯条约的三位守护神之一Apaliunas（DA-ap-pa-li-u-na-aš）也被认为便是传说中在特洛伊战争中帮助特洛伊王子杀死阿喀琉斯的太阳神阿波罗。